# Disfrenia
O termo Disfrenia foi proposto originalmente pelo médico especialista alemão Karl Kahlbaum para designar um quadro clínico na Psiquiatria do século XIX.  Modernamente é encontrado eventualmente em uso leigo, como um sinônimo genérico para transtorno mental no adulto, ou défices cognitivos/verbais/comportamentais variados em crianças/adolescentes, além de constituir um diagnóstico psiquiátrico de uso apenas na República Popular da China.  Neste último caso, um diagnóstico controverso, por ser aplicado freqüentemente a seguidores da seita Falun Gong além de outros movimentos vistos como contestatórios pelo Governo central daquele país. 
A expressão médico-psiquiátrica Disfrenia Tardia vigente foi adotada, no entanto, para designar uma nova síndrome tardia  não-motora induzida iatrogenicamente por medicamento antipsicótico na Esquizofrenia ou qualquer outra psicose ou transtorno mental no qual possam estar indicados.  Engloba, assim, os conceitos independentes, mas relacionados, de Psicose de Rebote, Psicose por Supersensibilidade e Refratariedade Secundária Adquirida.  A etiologia de todas estas síndromes teria em comum uma proliferação (up-regulation) adaptativa  excessiva, secundária ao bloqueio, dos receptores mesolímbicos pós-sinápticos de dopamina do tipo D2 (receptores tipo D2 ou D2-like que incluem os subtipos D2 pp ditos, D3 e D4 ).  Seria a síndrome tardia mais freqüente no emprego dos modernos antipsicóticos atípicos, medicamentos novos com ação mesolímbica seletiva, com virtual ausência de ação sobre a via dopaminérgica nigro-estriatal e, por este motivo, baixos riscos de efeitos adversos extrapiramidais agudos e de Discinesia Tardia a longo prazo.  As manifestações da Disfrenia Tardia são, portanto, preferencialmente mentais e comportamentais ao invés de motoras como nas demais síndromes tardias iatrogênicas por antipsicóticos tradicionais, convencionais, típicos ou neurolépticos (Discinesia, Distonia, Acatisia Tardias).
Os sintomas caracteristicamente desencadeados, modificados ou agravados iatrogenicamente pelos atípicos podem incluir: alucinações, delírio, desorganização do comportamento/pensamento como na Esquizofrenia; e/ou mania ou hipomania agudas como no Transtorno ou distúrbio bipolar; e/ou sintomas ciclóides, polimórficos, disfóricos graves; e/ou obsessões e compulsões como no transtorno obsessivo-compulsivo (TOC), com ou sem tics motores, vocalizações involuntárias e outros sintomas típicos da Síndrome de Tourette.